# 강상섭
강상섭(1947년 4월 21일 ~ )은 대한민국의 정치인이다. 제5대 의왕시장을 역임했다.

## 역대 선거 결과
|  | 23.59% |

|  | 48.68% |

|  | 35.39% |

|  | 34.86% |

|  | 11.69% |